# Північний монастир
Північний монастир — печерний монастир, розташований на кручі західного схилу мису Чуфут-Чеарган-бурун у балці Табана-Дере, поблизу Головної лінії оборони Мангупа. Створений на початку XIII століття, розквіт обителі припадає на епоху князівства Феодоро XV століття, включає печерну церкву і 6 супутніх приміщень, розташованих в три яруси.

## Опис
Церква, розташована за 15 м від хвіртки фортечної стіни, майже квадратна, з апсидою конхіальної форми, орієнтованої майже на схід. Вхід знаходиться у південній стороні, у західній стіні збереглася частина аркового вікна. Розміри нефа 2,9 на 2,86 м, апсиди — 1,7 на 1,7 м та 2,0 м заввишки. Скеля в апсиді ретельно оброблена і, судячи зі слідів, була оштукатурена вапняковим розчином. Уздовж стіни апсиди розташований досить низький (20 см) синтрон, у центрі якого вирубано прямокутне заглиблення на престол. Біля північної стіни в підлозі — дві вирубані гробниці, а над ними в самій стіні влаштовано гробницю в аркоподібній ніші (аркосолій). Над аркою знаходиться п'ятирядковий грецький будівельний напис (шириною 60,0 см та висотою 26,0) 1224/1225 року; слова, що збереглися в перекладі, говорять
6733 року. Будується нині… паном… все…найщим ієромонахом і…
Історик та сходознавець Андрій Виноградов вважає, що, можливо, у 1220-і роки храм створювався як похоронний, Олександр Герцен також датує виникнення монастирського комплексу на початку XIII століття.
Окрім церкви, до комплексу монастиря входило шість невеликих вирубаних у скелі приміщень у трьох ярусах, в одній із печер якого збереглися фрагменти напису 1220/1221 року (6729 року…).
Приміщення № 4 (по нумерації О. Герцена, з верхнього ярусу вниз), прямокутне нижнє, з двома ступенями перед дверним прорізом, виконувало роль вхідного тамбура. Перед ним був поріг із двох щаблів. Судячи з вирубаних у південній стіні отворів для прив'язування тварин і також вирубаного корита-ясел у південно-західному кутку, воно могло служити стійлом для худоби. У південно-східному кутку печери дві вирубки округлої форми, у північній стіні — отвір, за ним сходи з шести ступенів, що ведуть до печери наступного верхнього ярусу (приміщення № 3).
Приміщення № 1, у третьому ярусі, прямокутне, із округленими кутами та входом по 6 ступінчастих сходах через люк з розташованої нижче печери № 4. У центральній частині східної стіни на двох рівнях розташовані дві неправильні форми ніші, над вхідним люком — велика ніша прямокутної форми, що нагадує внутрішньостінні усипальниці.
Приміщення № 2 з'єднується з попереднім вузьким проходом по краю урвища, має форму прямокутника з округленими кутами. У підлозі у південній частині пробитий прямокутний люк у розташоване нижче приміщення № 3.
Приміщення № 3, прямокутна в плані печера 2 «поверху», в його північній частині — здвоєне гніздо для піфосів, є вирубки в стінах для кріплення деяких дерев'яних конструкцій.
Приміщення № 5 розташоване вище церкви на схід від неї. У підлозі є кілька прямокутних вирубок, у західній стіні два дверні отвори і два вікна, у південній стіні — аркова ніша, у західній — залишки скельної лави.
Приміщення № 6 розташоване на південний схід від печери № 5 на тому ж рівні, має форму овалу і влаштування схоже на скельні склепи, яким, можливо, і було спочатку, згодом пристосоване під келлю.

## Історія вивчення
Першим ученим, який згадав печери (що ще не знали, що це монастир), був Петер-Симон Паллас 1793 року, перший схематичний план церкви опублікований А. Поповим в 1888 в книзі «Друга навчальна екскурсія Сімферопольської чоловічої гімназії …», 1912 року печери були розчищені та обстежені експедицією під керівництвом Роберта Лепера. Написи з монастиря середньовічною грецькою мовою висвітлювався Василем Латишевим 1918 року. У 1975 році експедицією Сімферопольського університету було проведено розкопки в районі монастиря: було обмірено печерні споруди комплексу, зафіксовано напис на стіні церкви, але, загалом, дослідження дали дуже мало знахідок для розуміння історії обителі.